# ショーモン (オルヌ県)
ショーモン（仏: Chaumont）は、フランスのノルマンディー地域圏、オルヌ県に属するコミューン。

## 地理
県都アランソンから北へ50kmほどいった、県北部の農村地帯に位置する。トゥック渓谷の東側にあり、ショーモン川やオモンヌ川が源を発しトゥック川へそそぐ。コミューンの東側に広がる森は「ショーモンの森」と呼ばれる。東を欧州ルート402号が南北に通り、それに沿って県道438号も通る。北東でエウーゴンと、東でル・サプ＝アンドレと、南でサン＝テヴルー＝ド＝モンフォールと、北西でヌーヴィル＝シュル＝トゥックとそれぞれ接する。

## 行政
- 首長 - ジャン＝ピエール・ブルゴー（Jean Pierre Bourgault、無所属、1989年から）

議会は首長も含めて11人で構成される。

## 人口の推移[1]
| 1962年 | 1968年 | 1975年 | 1982年 | 1990年 | 1999年 | 2007年 |
| ------ | ------ | ------ | ------ | ------ | ------ | ------ |
| 223    | 190    | 152    | 134    | 120    | 146    | 161    |

## 観光スポット
- 16世紀の聖ピエール教会